# Villefranche-d'Astarac
 Villefranche-d'Astarac   (en occitano: Vilafranca d'Astarac) es una población y comuna francesa, ubicada en la región de Occitania, departamento de Gers, en el distrito de Auch y cantón de Lombez.

## Historia
La comuna se denominó Villefranche hasta el 31 de diciembre de 2022.

## Demografía
| 246 | 213 | 180 | 154 | 153 | 138 |
| Para los censos de 1962 a 1999 la población legal corresponde a la población sin duplicidades (Fuente: INSEE [Consultar]) |     |     |     |     |     |